# Élection gouvernorale gagaouze de 2015
L' élection du gouverneur de Gagaouzie a lieu le 22 mars 2015. Il s'agit d'élire le gouverneur, dit Bashkan, de la région autonome de Gagaouzie, en Moldavie, au suffrage universel direct pour un mandat de quatre ans. Irina Vlah, candidate indépendante soutenue par le Parti des socialistes (PSRM) est élue dès le premier tour avec 51,11 % des voix.

## Système électoral
Les modalités des élections sont régies par la Loi sur le statut spécial de la Gagaouzie. Elles ont lieu au scrutin universel direct, secret et libre.
Le Bashkan est élu au scrutin uninominal majoritaire à deux tours   pour un mandat de quatre ans renouvelable.
Le candidat ayant recueilli plus de 50 % des voix au premier tour ou, à défaut, lors d'un second tour organisé quatorze jours plus tard entre les deux candidats arrivés en tête au premier tour, est déclaré élu. 
L'élection est déclarée valide à la condition que la participation ait été d'au moins 50 % des inscrits pour un premier tour, et 33 % pour un second tour. Dans le cas contraire, il est procédé à un nouveau tour de scrutin.
Le gouverneur entre en fonction après confirmation de l'élection par un décret du président de la république de Moldavie.

## Conditions de candidatures
Sont éligibles les Gagaouzes âgés de plus de 35 ans parlant couramment le gagaouze.
La loi électorale moldave n'autorisant pas les partis politiques régionaux, les élections du dirigeant de la minorité turcophone gagaouze est historiquement marquée par la forte présence de candidats indépendants, ce qui n'empêche pas ces derniers d'afficher parfois leur proximité avec l'un ou l'autre parti ou dirigeant national moldave. 

## Candidats
Dix candidats se présentent aux élections. Tous sans étiquette. Irina Vlah reçoit néanmoins le soutien du Parti des socialistes et Nicolaii Dudoglo celui de l'alliance pour l'intégration européenne, respectivement principal parti d'opposition et coalition gouvernementale au pouvoir en république de Moldavie. 
Irina Vlah s'était déjà présentée pour le poste de Bashkan lors des élections précédentes sous l'étiquette du Parti des communistes mais avait échoué de peu une qualification au second tour, moins d'un pour cent des voix la séparant alors de Nicolai Dudoglo.

## Résultats
| Candidat                  | Candidat                  | Parti                     | Voix    | %     |
| ------------------------- | ------------------------- | ------------------------- | ------- | ----- |
|                           | Irina Vlah                | Indépendante              | 32 543  | 51,11 |
|                           | Nicolai Dudoglo           | Indépendant               | 12 136  | 19,06 |
|                           | Valerii Ianoglo           | Indépendant               | 5 080   | 7,98  |
|                           | Dmitrii Croitor           | Indépendant               | 3 956   | 6,21  |
|                           | Oleg Galizan              | Indépendant               | 3 251   | 5,11  |
|                           | Alexandr Stoianoglo       | Indépendant               | 3 174   | 4,98  |
|                           | Leonid Dobrov             | Indépendant               | 253     | 0,40  |
|                           | Serghei Cernev            | Indépendant               | 122     | 0,19  |
|                           | Ilia Anastasov            | Indépendante              | 84      | 0,13  |
|                           |                           |                           |         |       |
| Votes valides             | Votes valides             | Votes valides             | 63 674  | 99,44 |
| Votes blancs ou invalides | Votes blancs ou invalides | Votes blancs ou invalides | 359     | 0,56  |
| Total                     | Total                     | Total                     | 64 033  | 100   |
| Inscrits/Participation    | Inscrits/Participation    | Inscrits/Participation    | 109 998 | 58,21 |

## Conséquences
Irina Vlah est investie dans ses fonctions de gouverneur de Gagouzie le 15 avril suivant lors d'une cérémonie à Comrat, la capitale de la région, en présence de plusieurs responsables politiques dont le président du parlement et le Premier ministre moldave, Chiril Gaburici. La présence de ce dernier est vue comme un bon signe pour la coopération entre la Moldavie et son entité administrative autonome,. 